# Порезская волость
Порезская волость — административная единица в Глазовском и Нолинском уездах Вятского наместничества, а затем Вятской губернии Российской империи и РСФСР, существовавшая с 1780 по 1929 годы.
Административный центр — Порез.

## Население
1891 год — 8620 ч

## История
Волость была образована указом Сената от 11 сентября 1780 года «Об учреждении Вятского наместничества из 13 уездов» в составе Глазовского уезда Вятского наместничества.
5 января 1921 года волость была передана из Глазовского уезда в Нолинский уезд.
19 мая 1924 года в результате упразднения ряда волостей к Порезской волости присоеденили территории бывших Марковской и Рыбаковской волостей.
10 июня 1929 года Вятская губерния и все уезды были упразднены, а территория вошла в состав Нижегородской области.